# Coelichneumon femoralis
Coelichneumon femoralis là một loài tò vò trong họ Ichneumonidae.